# Sukarama
Sukarama is een bestuurslaag in het regentschap Cianjur van de provincie West-Java, Indonesië. Sukarama telt 6134 inwoners (volkstelling 2010).